# Shell Eco-marathon
La Shell Eco-marathon è una competizione organizzata ogni anno dalla Shell, in cui i partecipanti gareggiano con speciali veicoli costruiti con l'obiettivo di ottenere i più bassi consumi possibili di carburante. La Eco-marathon comprende anche diversi eventi in vari paesi, tra cui Regno Unito, Finlandia, Francia, Paesi Bassi, Germania, Giappone e Stati Uniti d'America.
A questi eventi partecipano diverse tipologie di team, dai semplici entusiasti alle squadre di studenti universitari o liceali, fino a grandi case automobilistiche con le loro varietà di design.

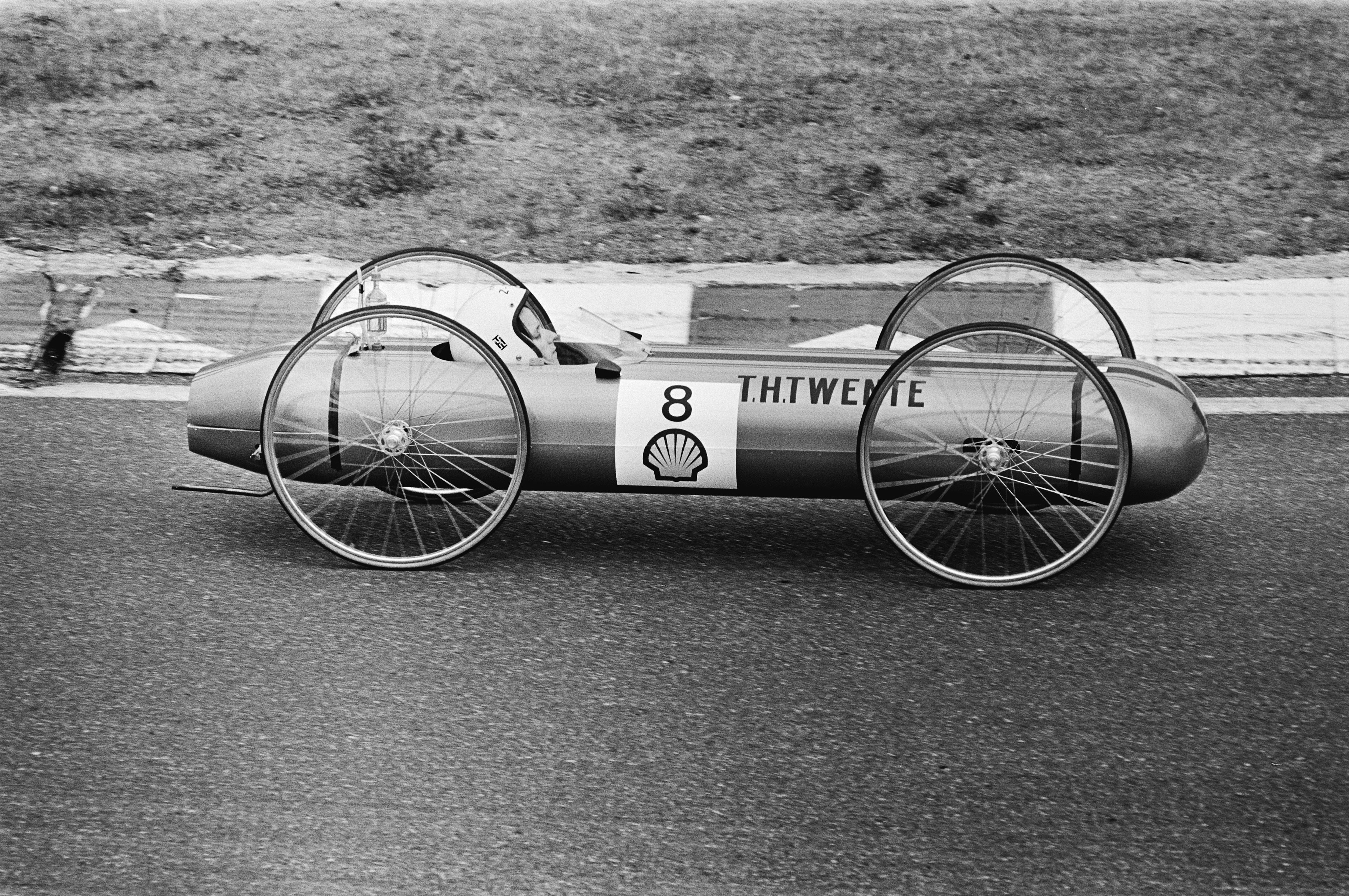
Un'immagine dell'edizione 1980

## Storia
La storia dell'evento comincia negli anni '30 del XX secolo. Nel 1939, alcuni ricercatori della Shell di Wood River in Illinois (USA), fecero una scommessa per stabilire chi avrebbe guidato la propria auto più lontano con un solo gallone di benzina. A quel tempo, 21.12 km/L (59.7 mpg-imp; 49.7 mpg-US) era il massimo risultato che si potesse raggiungere.
Le prime competizioni internazionali si tennero in Finlandia - "Pisaralla Pisimmälle" - (Keimola) nel 1976, e a Mallory Park, nel Regno Unito, nel 1977.
Alcuni risultati degni di nota ottenuti con vetture stradali sono:
- 63.35 Km/litro (1.58 L/100KM, 149.95 mpg) con una Studebaker del 1947, ottenuto nel 1949
- 103.88 Km/litro (0.96 L/100KM, 244.35 mpg con una Fiat 600 del 1959, ottenuto nel 1968
- 160.1 Km/litro (0.62 L/100KM, 376.59 mpg con una Opel Rekord del 1959, ottenuto nel 1973

Altri esempi di primati di consumo sono una performance di 0.026388 L/100 km del team francese Microjoule, e il record mondiale di 0.018572 L/100 km, raggiunto nel 2005 dal team PAC-Car II.

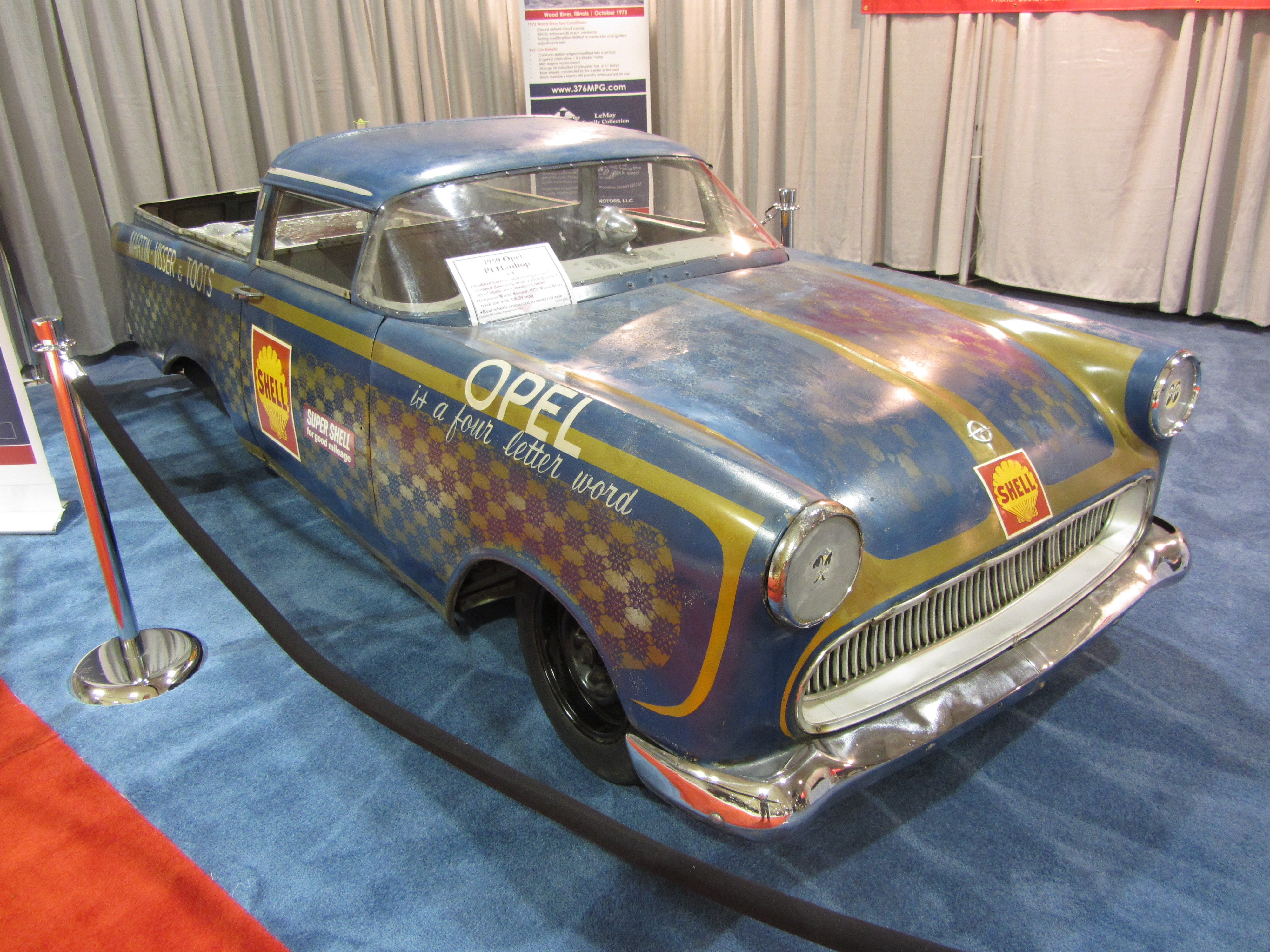
La Opel Rekord usata nel 1973

Per contrasto, il veicolo diesel per trasporto passeggeri più efficiente consuma 4 L/100 km, ed alcune tra le sportive più potenti consumano fino a 29 L/100 km.
Nel corso degli anni, l'efficienza nell'utilizzo dei carburanti è migliorata drasticamente.

## La competizione
La Shell Eco-marathon ha diverse categorie: alimentazione fuel cell, alimentazione a celle solari, alimentazione a benzina, gasolio e GPL. Durante la competizione, i veicoli devono mantenere una velocità media di circa 23 km/h su una distanza di circa 16 km. Il circuito è tipicamente un tracciato per competizioni motoristiche.
Per la competizione europea, vengono utilizzati i circuiti Paul Armagnac a Nogaro, in Francia, e l'Eurospeedway di Lausitz, in Germania; per la competizione britannica, il Rockingham Motor Speedway a Corby; negli Stati Uniti, il California Speedway a Fontana. Il carburante è misurato con molta attenzione per qualsiasi partecipante. Al termine della prova, la quantità di carburante è misurata di nuovo: da questo dato si calcola l'efficienza e il conseguente risultato.
La Eco-marathon comprende anche una serie di regole per garantire le condizioni di sicurezza per lo svolgimento dell'evento. Ad esempio, è proibito l'uso di valvole EGR, che riducono i gas nocivi per l'ambiente dei motori a combustione interna. La competizione obbliga i partecipanti a usare prodotti Shell.

## Veicoli partecipanti
I veicoli più performanti sono quelli progettati per avere un'alta efficienza. Alcuni utilizzano una tecnica coast/burn, grazie alla quale accelerano da 16 a 32 km/h per poi spegnere il motore e proseguire per inerzia finché la velocità torna a 16 km/h.

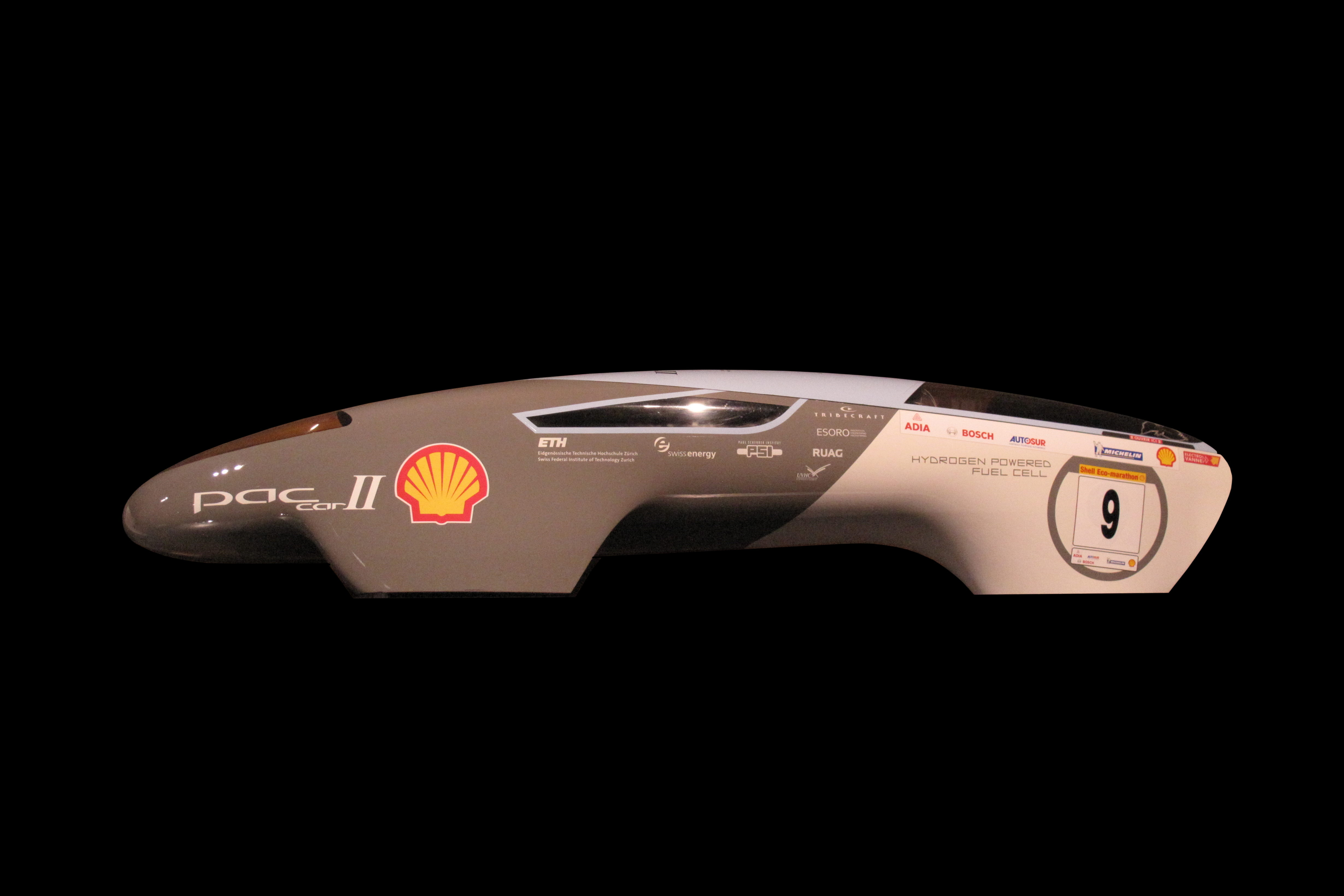
La Pac-Car II, che ha stabilito il record mondiale di minor consumo durante la Shell Eco-marathon del 2005

Questo processo viene ripetuto e risulta in una velocità media di gara di 24 km/h. Normalmente i veicoli hanno:
- Coefficiente di resistenza aerodinamica (Cx) < 0.1
- Coefficiente di attrito volvente < 0.0015
- Peso senza pilota < 45 kg
- Efficienza del motore < 200 s.f.c. (cc/bhp/hr)

I veicoli sono progettati appositamente per la competizione e non sono concepiti per un utilizzo comune. I design rappresentano cosa è possibile raggiungere con le attuali tecnologie e offrono un'immagine di come potrebbe essere il design delle auto del futuro, basato su un minimo impatto ambientale in un mondo in cui le riserve di petrolio vanno riducendosi.